# Madelon Jarry
 (mars 2010).
Si vous disposez d'ouvrages ou d'articles de référence ou si vous connaissez des sites web de qualité traitant du thème abordé ici, merci de compléter l'article en donnant les références utiles à sa vérifiabilité et en les liant à la section « Notes et références ».
Pour les articles homonymes, voir Jarry.
Madelon Jarry, sieur de Vurigny, gentilhomme du Maine, mort en 1573 à l'âge de 40 ans, est un écrivain français.

## Biographie
Il avait composé une histoire de France intitulée Des faits des Françoys, mais Fontette croit qu'elle n'a jamais été imprimée, et des poèmes en vers français et latins.

## Source
« Madelon Jarry », dans Louis-Gabriel Michaud, Biographie universelle ancienne et moderne : histoire par ordre alphabétique de la vie publique et privée de tous les hommes avec la collaboration de plus de 300 savants et littérateurs français ou étrangers, 2e édition, 1843-1865 [détail de l’édition]